# 山元一
山元 一（やまもと はじめ、1961年12月 - ）は、日本の法学者。専門は憲法。学位は、博士（法学）（東京大学・1992年）。慶應義塾大学法科大学院教授。放送大学客員教授。

## 来歴
静岡県出身。静岡県立静岡高等学校を経て、早稲田大学政治経済学部政治学科で憲法学の清水望に師事。
東京大学大学院法学政治学研究科で憲法学を専攻
博士論文は、「《法》《社会像》《民主主義》−フランス憲法思想史研究への一視角−」[国家学会雑誌106・107]。
専門は、日本国憲法・フランス憲法・トランスナショナル人権法。研究対象は、比較法としてのフランス憲法をはじめ、憲法学を巡る方法論, 思想史, 憲政史/理論, グローバル化, など、多岐にわたる。
近年はフランスの名門グランゼコールの一つである、パリ政治学院[Sciences-Po]で招聘教授として毎年授業を行っている。2008年より慶應義塾大学法務研究科教授。所属学会は、公法学会、全国憲法研究会、憲法理論研究会、国際人権法学会、日仏公法セミナー、日仏法学会。
2019年、放送大学客員教授として『グローバル化時代の日本国憲法』を担当。
2022年、パリ第二大学付属ミシェル・ヴィレイ研究所客員研究員。

## 解釈改憲の積極的肯定論
2015年、「安全保障環境の変化や国民各層の意見を聞きながら、少しずつ9条解釈を変更していく選択肢もあり得るのではないか」と発言し、横畠裕介ら「内閣法制局の見解である新たな憲法解釈が正当性を獲得する」ような可能性が、ややあるのではないかと指摘している憲法学者の一人。
同年、解釈改憲には、「憲法の創造的発展という一面があることを意味しており、もしそうだとすれば、新たな内閣法制局による憲法9条解釈も今後の日本の将来においてそのような役割を担う可能性は否定できない。」とした。護憲派として解釈改憲は、憲法の創造的発展なのであるとし、日本国憲法9条に関する解釈改憲を積極的に肯定している。
放送大学の印刷教材においても、同様の主張をしており、集団的自衛権の容認は立憲主義に反するものではなく、受け入れるべきとしている。

## 学歴
- 1980年3月 - 静岡県立静岡高等学校卒業
- 1984年3月 - 早稲田大学政治経済学部政治学科卒業
- 1987年3月 - 東京大学大学院法学政治学研究科修士課程修了。法学修士
- 1992年3月 - 東京大学大学院法学政治学研究科博士課程修了。博士（法学）。

## 職歴
- 1992年5月 - 新潟大学教養部専任講師
- 1994年4月 - 新潟大学法学部助教授
- 1999年4月 - 新潟大学法学部教授
- 2002年4月 - 東北大学大学院法学研究科教授
- 2008年4月 - 慶應義塾大学大学院法務研究科教授

## 著書

### 単著
- 『現代フランス憲法理論』（信山社、2014年）

### 共編著
- （井上典之・小山剛）『憲法学説に聞く――ロースクール・憲法講義』（日本評論社、2004年）
- （棟居快行・工藤達朗・小山剛・赤坂正浩・石川健治・内野正幸・大沢秀介・大津浩・駒村圭吾・笹田栄司・宍戸常寿・鈴木秀美・畑尻剛・村田尚紀・宮地基・矢島基美）『プロセス演習 憲法』（信山社 2004年）
- （辻村みよ子）『ジェンダー法学・政治学の可能性――東北大学COE国際シンポジウム・日本学術会議シンポジウム』（東北大学出版会、2005年）
- （川人貞史）『政治参画とジェンダー』（東北大学出版会、2007年）
- （中村民雄）『ヨーロッパ「憲法」の形成と各国憲法の変化』（信山社、2012年）

### 訳書
- L・ファヴォルー『憲法裁判所』（敬文堂、1999年）

### 共編訳
- （只野雅人）『フランス憲政学の動向：法と政治の間』（慶應義塾大学出版会、2013年）